# Bella di Cerignola

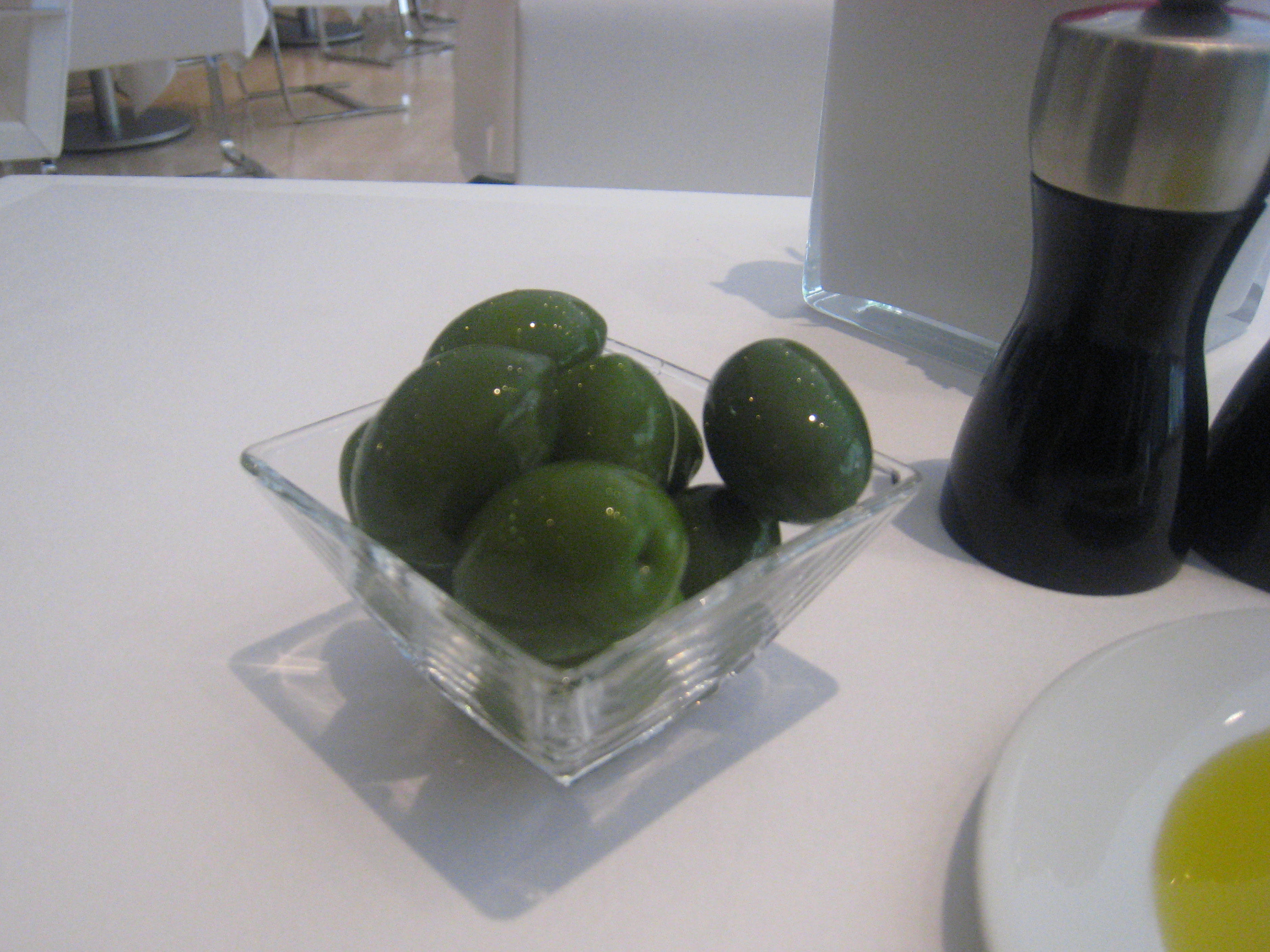
Bella di Cerignola.

La Bella di Cerignola est un cultivar d'olive de table cultivé dans une zone restreinte du sud de la province de Foggia,dans la région des Pouilles, largement concentrée dans la municipalité de Cerignola, d'où dérive son nom.

## Source
Le cultivar, actuellement inscrit au registre oléicole italien, est un écotype issu d'une mutation du cultivar Oliva di Cerignola . La culture de cette variété multiclonale, répandue dans la région de Tavoliere di Capitanata, remonte au XVe siècle, à la suite de l'introduction, par les Aragonais, de variétés locales d'Espagne, mais selon d'autres sources, elle a une origine plus ancienne et est une variété indigène dérivé de l'Olive Orchites  cultivé par les Romains,.
Les Bella di Cerignola, obtenues à partir de la sélection clonale du type mutant, ont des caractéristiques de produit plus stables et sont considérées comme amélioratrices. L'influence des conditions pédoclimatiques sur les propriétés du produit final signifie que les olives issues de la transformation de produits locaux limités à la zone d'origine et dans le respect des règles de production spécifiques sont protégées par l'AOP , sur la Marque "Bella della Daunia" .

## Description

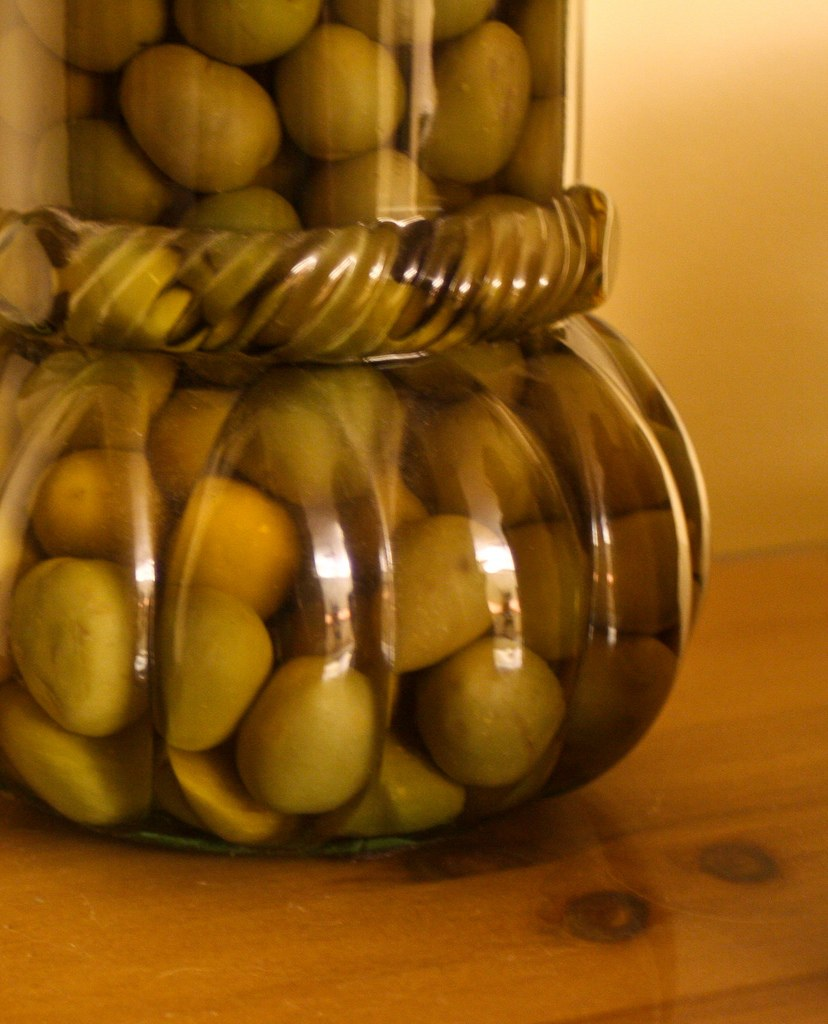
Pot de Bella di Cerignola.

### Généralité
Plante de taille moyenne et vigoureuse au feuillage moyennement épais; il a des branches ascendantes et des branches fructifères pendantes. Il est sensible à un Champignon lignivore et aux  mites.

### Fleurs, fruits et production
L'entrée en production est précoce , mais la floraison est tardive. Le fruit, à production moyenne et alternée, se caractérise par une pulpe de gros calibre, ferme et fibreuse, avec un rendement très élevé (70-85%). Les drupes, après avoir été traitées à la soude et rincées, sont généralement conservées dans de la saumure. La récolte a généralement lieu après la mi-octobre.

## Synonymes
Bella di Cerignola, Olive Cerignola, Cerignolana et Cerignola Pendola,.

## Note
1. ↑  Le marché de Francois-Regis Gaudry du dimanche (France-Inter) Podcast sur Radio-France
2. ↑  Cahier des charges de production de "La Bella della Daunia" Disciplinare di produzione "La Bella della Daunia"
3. ↑  Culture alimentaire en Méditerranée Food Culture in the Mediterranean de Carol Helstosky
4. ↑  « The Red Bella di Cerignola Olive », sur www.oleadb.it (consulté le 11 juillet 2018)
5. ↑  La Bella di Cerignola https://www.labelladicerignola.com/?lang=en La belle de Cerignola